# ستيف سونج
ستيف سونج هي ممثلة ماليزيا وأسترالية، ولدت في 19 أبريل 1984 في ماليزيا.

## أعمال

### أفلام
- (2009) الذوبان

## وصلات خارجية
- ستيف سونج على موقع IMDb (الإنجليزية)
- ستيف سونج على موقع قاعدة بيانات الفيلم (الإنجليزية)